# Birgit Klomp
Birgit Klomp   (Düsseldorf, 27 d'abril de 1940) és una nedadora alemanya, ja retirada, especialista en estil lliure, que va competir durant la dècada de 1950.
El 1956 va participar en els Jocs Olímpics d'estiu de Melbourne, on disputà dues proves del programa de natació. Fou quarta en els 4x100 metres lliures, mentre en els 400 metres lliures quedà eliminada en semifinals.
En el seu palmarès destaca una medalla de bronze en els 4x100 metres lliures del Campionat d'Europa de natació de 1954. Formà equip amb Käthe Jansen, Gisela von Netz i Elisabeth Rechlin. Guanyà el campionat nacional de l'Alemanya Occidental dels 100 metres lliures el 1955 i 1956 i dels 400 metres lliures el 1956.
Es casà amb el waterpolista Friedhelm Osselmann i el seu fill Rainer Osselmann guanyà la medalla de bronze en la competició de waterpolo als Jocs de Los Angeles de 1984.